# Du Tích Khôn
Du Tích Khôn (tiếng Trung: 游錫堃; sinh ngày 25 tháng 4 năm 1948) là một chính trị gia người Đài Loan, ông là ủy viên và viện trưởng Lập pháp viện. Ông là một trong những thành viên sáng lập của Đảng Dân tiến (DPP) và được biết đến khi ủng hộ mạnh mẽ nền độc lập Đài Loan. Ông lãnh đạo DPP với tư cách là chủ tịch từ năm 2006 đến năm 2007 và giữ chức Viện trưởng từ năm 2002 đến năm 2005.